# Cnidocodon ocellata
Cnidocodon ocellata is een hydroïdpoliep uit de familie Capitata incertae sedis. De poliep komt uit het geslacht Cnidocodon. Cnidocodon ocellata werd in 2008 voor het eerst wetenschappelijk beschreven door Huang, Xu, Lin & Qiu. 